# Zaliothrips abdominalis
Zaliothrips abdominalis är en insektsart som beskrevs av Ian A. Hood 1954. Zaliothrips abdominalis ingår i släktet Zaliothrips och familjen rörtripsar. Inga underarter finns listade i Catalogue of Life.